# Argyreus hyperbius
Argyreus hyperbius är en fjärilsart som beskrevs av Carl von Linné 1763. Argyreus hyperbius ingår i släktet Argyreus och familjen praktfjärilar. Inga underarter finns listade i Catalogue of Life.

## Bildgalleri

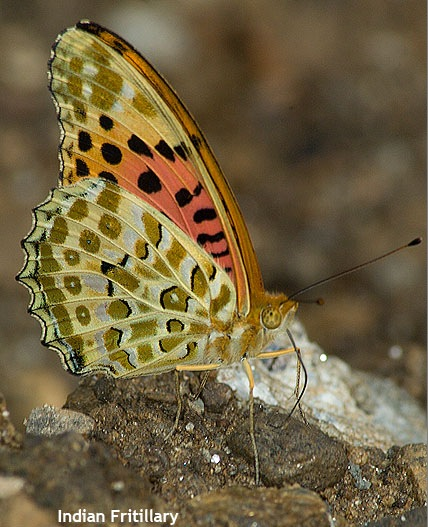
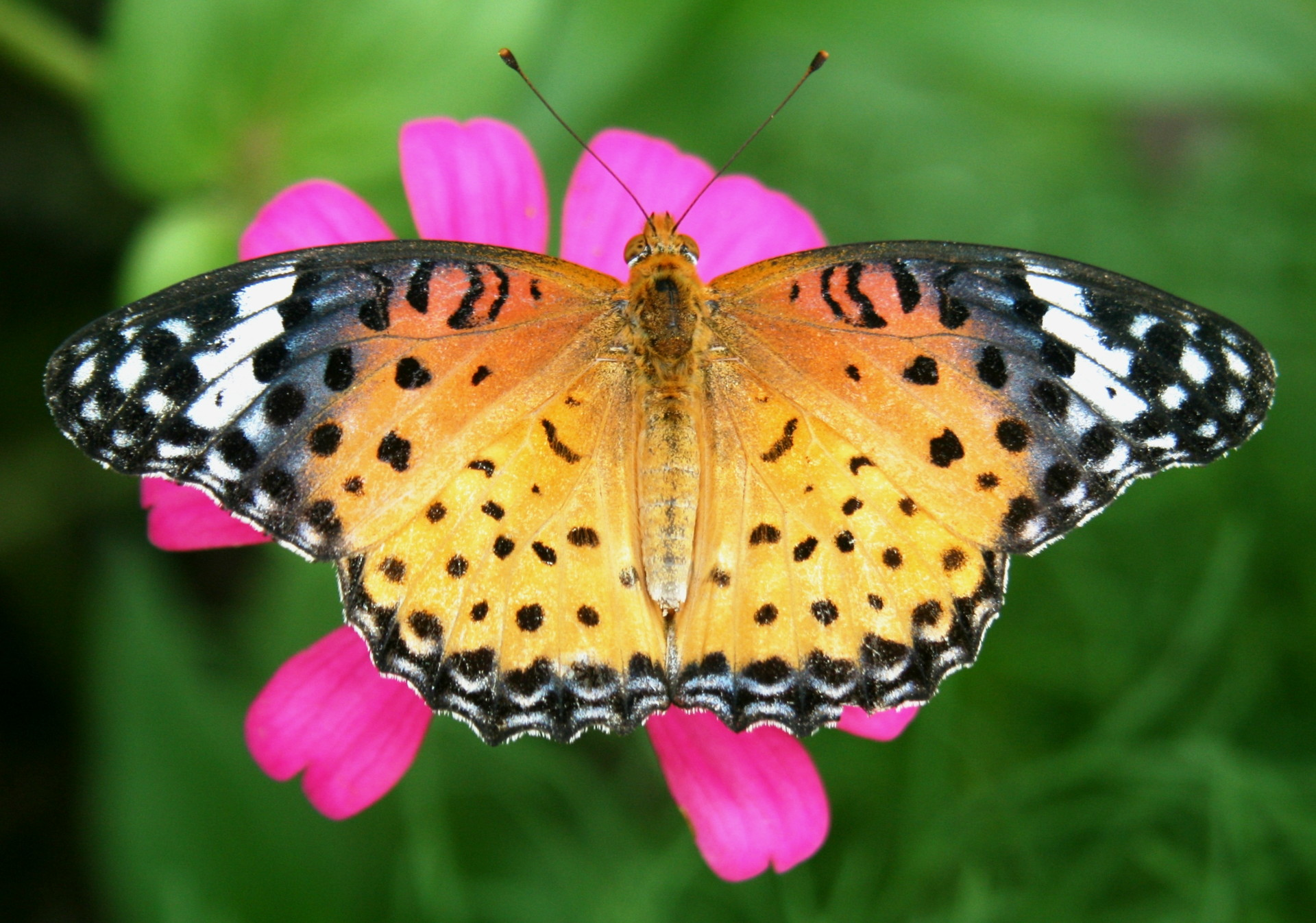
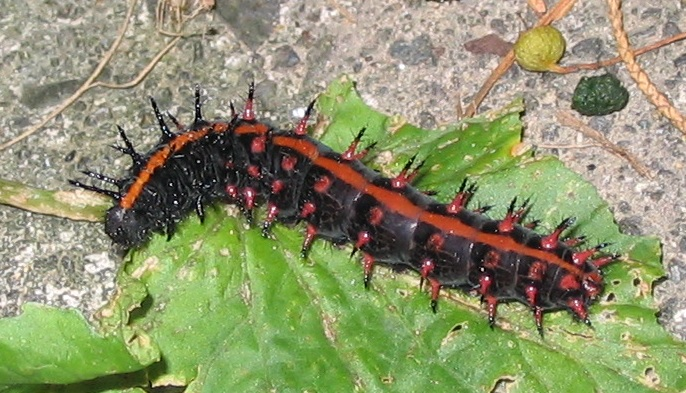